# Amonherchopszef
Amonherchopszef, również Amun-her-khepeshef lub Amun-her-wenemef. Pierworodny syn Ramzesa II i królowej Nefertari. Urodzony gdy Ramzes II sprawował władzę wspólnie ze swym ojcem - Setim I. Jego pierwotne imię Amun-her-wenemef, oznaczające - Amon-jest\włada-jego-prawym-ramieniem, zmieniono na Amun-her-khepeshef, oznaczające Amon-jest\włada-jego-potężnym-ramieniem.
Amonherchopszef był następcą tronu przez wiele lat. Zmarł jednak przedwcześnie (podobnie jak jego 12 braci), nie osiągając sukcesji (m.in. z powodu długoletniego panowania swego ojca).
Następcą Ramzesa II został jego 13 syn Merenptah.
Jako dziedzic tronu, Amonherchopszef posiadał liczne, wysokie tytuły: Dowódca Wojsk, Najstarszy syn z krwi Majestatu Jego, Najskuteczniejszy zaufany Majestatu Jego, kilka dzielił z innymi książętami krwi, członkami rodu królewskiego: Nosiciel wachlarza po prawicy króla, Królewski Skryba.  Tytuły te świadczą o bardzo wysokiej pozycji Amonherchopszefa na dworze oraz w armii faraona. Według starożytnych przekazów on oraz jego przyrodni brat, Chaemuaset brali bezpośredni udział lub towarzyszyli Ramzesowi II w bitwie pod Kadesz oraz kampanii w Nubii.
Po podpisaniu traktatu pokojowego z Hetytami, zaangażowany był w szczegółowe rokowania normujące stosunki z nimi, podobnie jak jego ojciec i matka.
Statuy oraz wizerunki Amonherchopszefa znajdują się w Abu Simbel, Luksorze oraz w Ramesseum oraz w świątyni Setiego I w Abydos.
Amonherchopszef zmarł w 40 roku panowania Ramzesa II, w wieku około 40 - 45 lat.
Następcą tronu po nim został Ramzes (Młodszy), najstarszy syn królowej Isetnofret.
Jest wysoce prawdopodobne, iż Amonherchopszef pochowany został w Dolinie Królów
w ogromnym hypogeum (KV5), wykutym dla synów Ramzesa II.